# Donato León Tierno
Donato León Tierno (La Almarcha, Cuenca, 18 de noviembre de 1921; Madrid, 11 de agosto de 2000) fue un  periodista español, activo durante el franquismo. Estudió periodismo a cuya segunda promoción pertenece (1944). Posteriormente fue profesor de la Escuela de Periodismo en las asignaturas de Tipografía y Teoría de la Información, así como conferenciante y director de varios cursos de periodismo en la Universidad de verano de Santander.

## Labor profesional
- Siendo todavía estudiante, en 1942 comenzó a ejercer la profesión como confeccionador en el semanario El Español, fundado en ese mismo año por Juan Aparicio.
- Al año siguiente, 1943, fue redactor jefe de la revista Así es.
- En 1944 fue redactor jefe del diario F.E. (Falange Española) de Sevilla.[4] En este año también ejerció como confeccionador de Brújula[5]
- En 1945 se trasladó a San Sebastián donde ejerce como redactor (1945-1948) y posteriormente como redactor jefe (1948-1966) de  La Voz de España.[6] Durante su estancia en San Sebastián también dirigió la publicación Guipúzcoa sindical desde 1955 a 1957[7] y fue secretario de la Asociación de la Prensa de la ciudad. En esta época fundó la revista Economía vascongada,[8] de la cual fue director.
- En 1965 pidió una excedencia y se trasladó a Madrid, donde junto con Juan Aparicio funda el periódico 3E: Economía Española Exterior del que fue director adjunto.[9] Este periódico dura en el mercado un año y medio.[10]
- El 1 de mayo de 1966 fue nombrado subdirector de Arriba[11][12][13] cargo que desempeñó hasta abril de 1974.
- Por Orden del 20 de julio de 1972 fue nombrado miembro del Consejo Nacional de Prensa.[14]
- El 9 de abril de 1974 fue nombrado director de La Voz de Almería,[15] cargo en el que permaneció hasta 1976. En esta ciudad dirigió la Asociación de la Prensa de Almería desde el 14 de noviembre de 1974 al 19 de febrero de 1976.[16][17]
- El 17 de febrero de 1976 se le nombró director de la Agencia Pyresa, cargo que ejerció hasta 1979.[18][19][20]
- Desde 1979 hasta el 20 de diciembre de 1982 fue director técnico del Departamento de Prensa de los Medios de Comunicación Social del Estado,[7][21] cargo del que fue cesado por motivos políticos.[22]

## Condecoraciones
Recibió diversas condecoraciones por su labor periodística. Entre las que se pueden documentar figura la de Isabel la Católica (16-7-1968), medalla de plata de la Delegación Provincial de la Juventud (14-6-1973)